# Regina Pacisinstituut (Brussel)
Het Regina Pacisinstituut is een katholieke school voor secundair onderwijs in Laken van de Zusters der Christelijke Scholen West-Brabant. Dit instituut biedt studierichtingen aan in het BSO en TSO binnen de studiegebieden Handel en Chemie.
Samen met veertien andere Brusselse katholieke scholen behoort ze tot de Scholengemeenschap voor Katholiek Secundair Onderwijs Sint-Gorik.
Door dezelfde orde werden meerdere scholen gesticht: zo is er ook een Regina Pacisinstituut in onder meer Hove, Tielt en Tongeren.

## Geschiedenis
De school werd in 1929 gebouwd door Z.E.H. Coessens als reactie op de start van een stadsschool, die in 1940 gesloten werd door een gebrek aan leerlingen. Aan de Zusters der Christelijke Scholen van Vorselaar werd gevraagd zusters te sturen voor de nieuwe stichting. Op een terugval tijdens de oorlogsjaren na, nam de schoolbevolking gestaag toe. Na verschillende kleinere uitbreidingen werd in 1947 een nieuw gebouw opgetrokken: de huidige "façade" van het Regina Pacisinstituut. Tot het schooljaar '59-'60 richtte de school kleuter- en lager onderwijs in en vanaf 1944 was er sprake van de school voor Familiale Opleiding. In het schooljaar '60-'61 legde Zuster M. Antonine de fundamenten van de handelsschool. In 1965 begon men nieuwe klassen te bouwen langs de Pioenenstraat en in 1967 werd begonnen aan een nieuw gebouw voor de lagere school langs de Magnolialaan. Uiteindelijk verrees het nieuwe kloostergebouw in 1967 langs de Pioenenstraat.
Begin juni 1971 werd de naderende vakantierust danig verstoord door geruchten rond de overplaatsing van het Nederlandstalige RP-instituut naar het taalgemengde Maria Assumptalyceum. De gebouwen zouden dan prijsgegeven worden aan de Franstalige afdeling van het Maria Assumpta Lyceum. De kranten spraken van een mini-taalstrijd tussen twee Brusselse scholen. Beide taalgroepen hanteerden nagenoeg dezelfde argumenten in hun streven om de toestand ongewijzigd te houden. Op 30 juni werd bekend dat er niet geraakt zou worden aan de bestaande situatie.
Ook 1977 was een woelig jaar: er werd een heftige discussie gevoerd over de verdeling van de gebouwen tussen de Franstalige en de Nederlandstalige afdeling.